# Joleigh Fioreavanti
Joleigh Fioreavanti (Queens, Nova Iorque, 22 de novembro de 1981) é uma atriz norte-americana de cinema e televisão. É mais conhecida por atuar em produções de terror.

## Vida e carreira
Fioreavanti começou a atuar profissionalmente graças à influência e apoio da avó. A atriz tem Jim Carrey como a maior inspiração em sua carreira e decidiu que queria trabalhar com entretenimento depois de ver o ator no primeiro episódio da série In Living Color. Embora também goste do gênero comédia, Fioreavanti costuma aparecer mais frequentemente em produções de terror, tais como os filmes independentes Hatchet e Hatchet II. Ela também participou do drama criminal Wonderland (2003) e das telesséries Monk, Nip/Tuck, CSI: NY e The Mentalist.

## Filmografia

### Cinema
| Ano  | Título                                  | Papel             | Ref.   |
| ---- | --------------------------------------- | ----------------- | ------ |
| 2003 | Wonderland                              | Alexa             | [ 7 ]  |
| 2005 | Tennis, Anyone...?                      | Alexa             | [ 4 ]  |
| 2006 | Rampage: The Hillside Strangler Murders | Tanya             | [ 4 ]  |
| 2006 | All In                                  | Revendedora #2    | [ 4 ]  |
| 2006 | Unbeatable Harold                       | Garota no bar #1  | [ 8 ]  |
| 2006 | Hatchet                                 | Jeena             | [ 5 ]  |
| 2006 | Trespassers                             | Rose              | [ 5 ]  |
| 2008 | Live Fast, Die Young                    | Samantha Copola   | [ 5 ]  |
| 2008 | West of Brooklyn                        | Donna Fanucci     | [ 4 ]  |
| 2009 | Who Shot Mamba?                         | Enfermeira insana | [ 9 ]  |
| 2010 | Hatchet II                              | Jenna             | [ 4 ]  |
| 2012 | Frenemies 2 with Eliza Coupe            | Treinadora        | [ 10 ] |
| 2016 | Heaven's Floor                          | Garçonete         | [ 4 ]  |

### Televisão
| Ano  | Título        | Papel                | Notas                               | Ref.   |
| ---- | ------------- | -------------------- | ----------------------------------- | ------ |
| 2002 | Monk          | Sapphire Girl        | 1 episódio                          | [ 11 ] |
| 2003 | Nip/Tuck      | Garota eurasiana     | Episódio: "Cliff Mantegna"          | [ 12 ] |
| 2004 | CSI: NY       | Entregadora de pizza | Atriz convidada                     | [ 5 ]  |
| 2009 | The Unit      | Gina                 | Episódio: "Chaos Theory"            | [ 13 ] |
| 2009 | CSI: Miami    | Kristen Peralta      | Episódio: "Smoke Gets In Your CSIs" | [ 14 ] |
| 2010 | The Mentalist | Claret               | Episódio: "Red Letter"              | [ 15 ] |